# Venansault
Venansault [vənɑ̃so] est une commune vendéenne du Centre-Ouest de la France située dans la région des Pays de la Loire. Elle appartient à l'aire urbaine et à l'agglomération de La Roche-sur-Yon (le chef-lieu du département). Ses habitants sont appelés Venansaltais et Venansaltaises.
La commune est traversée par deux petits ruisseaux, Le Guyon à l'est de la commune traversant le bourg et la rivière du Jaunay, qui y prend sa source pour se jeter dans le fleuve de la Vie.

## Géographie

### Localisation et communes limitrophes
La commune de Venansault se situe dans le département de la Vendée, en région Pays de la Loire. Elle fait partie de l'air urbaine et de l'agglomération de la Roche-sur-Yon, qui s'étend sur treize communes formant une superficie totale de 499,4 km2. Historiquement la commune fait aussi partie du doyenné de Mareuil et à compter dans les paroisses de la principauté de la Roche-sur-Yon.
Venansault est une commune « entre ciel et terre ». En effet, elle est tout d'abord limitrophe du chef-lieu du département, La-Roche-sur-Yon (centre), mais aussi située à une demi-heure du remblai des Sables d'Olonnes (littoral). De plus, elle est à trois petits quarts d'heure de Luçon et de son marais poitevin (sud-Vendée), et à égale distance avec les Herbiers (bocage).
Sur le territoire communal, l'altitude maximale atteint 79 m, et la minimale est à 33 m. À l'inverse des idées reçues, la Vendée n'a pas un sol plat, bien au contraire, elle est formée de collines et de plaines. La superficie de cette commune est de 44,49 km2.
Venansault est limitrophe de sept autres communes.
| Aizenay                |            | La Genétouze, Mouilleron-le-Captif |
| Beaulieu-sous-la-Roche | Venansault | La Roche-sur-Yon                   |
| Landeronde             |            | Aubigny-Les Clouzeaux              |

### Hydrographie
L'hygrophie fait partie des sciences de la géographie physique traitant des oceans, des mers, des lacs et des cours d'eau. L'hydrographie Venansaltaise se compose d'un petit ruisseau appelé le Guyon, qui traverse tout le bourg. A ce ruisseau s'ajoute la source du Jaunay, qui se jette par la suite dans le Fleuve de la Vie. Elle se compose aussi de lac artificiel comme celui des Trois Etangs, ou de La Zone Verte.

### Climat
Pour des articles plus généraux, voir Climat des Pays de la Loire et Climat de la Vendée.
En 2010, le climat de la commune est de type climat océanique franc, selon une étude du CNRS s'appuyant sur une série de données couvrant la période 1971-2000. En 2020, Météo-France publie une typologie des climats de la France métropolitaine dans laquelle la commune est exposée à un climat océanique et est dans la région climatique Bretagne orientale et méridionale, Pays nantais, Vendée, caractérisée par une faible pluviométrie en été et une bonne insolation.
Pour la période 1971-2000, la température annuelle moyenne est de 12,2 °C, avec une amplitude thermique annuelle de 13,6 °C. Le cumul annuel moyen de précipitations est de 838 mm, avec 12,3 jours de précipitations en janvier et 6,5 jours en juillet. Pour la période 1991-2020, la température moyenne annuelle observée sur la station météorologique de Météo-France la plus proche, sur la commune de La Roche-sur-Yon à 7 km à vol d'oiseau, est de 12,4 °C et le cumul annuel moyen de précipitations est de 885,5 mm,. Pour l'avenir, les paramètres climatiques de la commune estimés pour 2050 selon différents scénarios d'émission de gaz à effet de serre sont consultables sur un site dédié publié par Météo-France en novembre 2022.

## Urbanisme

### Typologie
Au 1er janvier 2024, Venansault est catégorisée bourg rural, selon la nouvelle grille communale de densité à sept niveaux définie par l'Insee en 2022.
Elle appartient à l'unité urbaine de Venansault, une unité urbaine monocommunale constituant une ville isolée,. Par ailleurs la commune fait partie de l'aire d'attraction de La Roche-sur-Yon, dont elle est une commune de la couronne,. Cette aire, qui regroupe 45 communes, est catégorisée dans les aires de 50 000 à moins de 200 000 habitants,.

### Occupation des sols
L'occupation des sols de la commune, telle qu'elle ressort de la base de données européenne d’occupation biophysique des sols Corine Land Cover (CLC), est marquée par l'importance des territoires agricoles (92,1 % en 2018), en diminution par rapport à 1990 (97,8 %). La répartition détaillée en 2018 est la suivante : 
terres arables (51,7 %), prairies (25,9 %), zones agricoles hétérogènes (14,4 %), zones urbanisées (5,4 %), forêts (1,6 %), zones industrielles ou commerciales et réseaux de communication (0,7 %), mines, décharges et chantiers (0,3 %). L'évolution de l’occupation des sols de la commune et de ses infrastructures peut être observée sur les différentes représentations cartographiques du territoire : la carte de Cassini (XVIIIe siècle), la carte d'état-major (1820-1866) et les cartes ou photos aériennes de l'IGN pour la période actuelle (1950 à aujourd'hui).

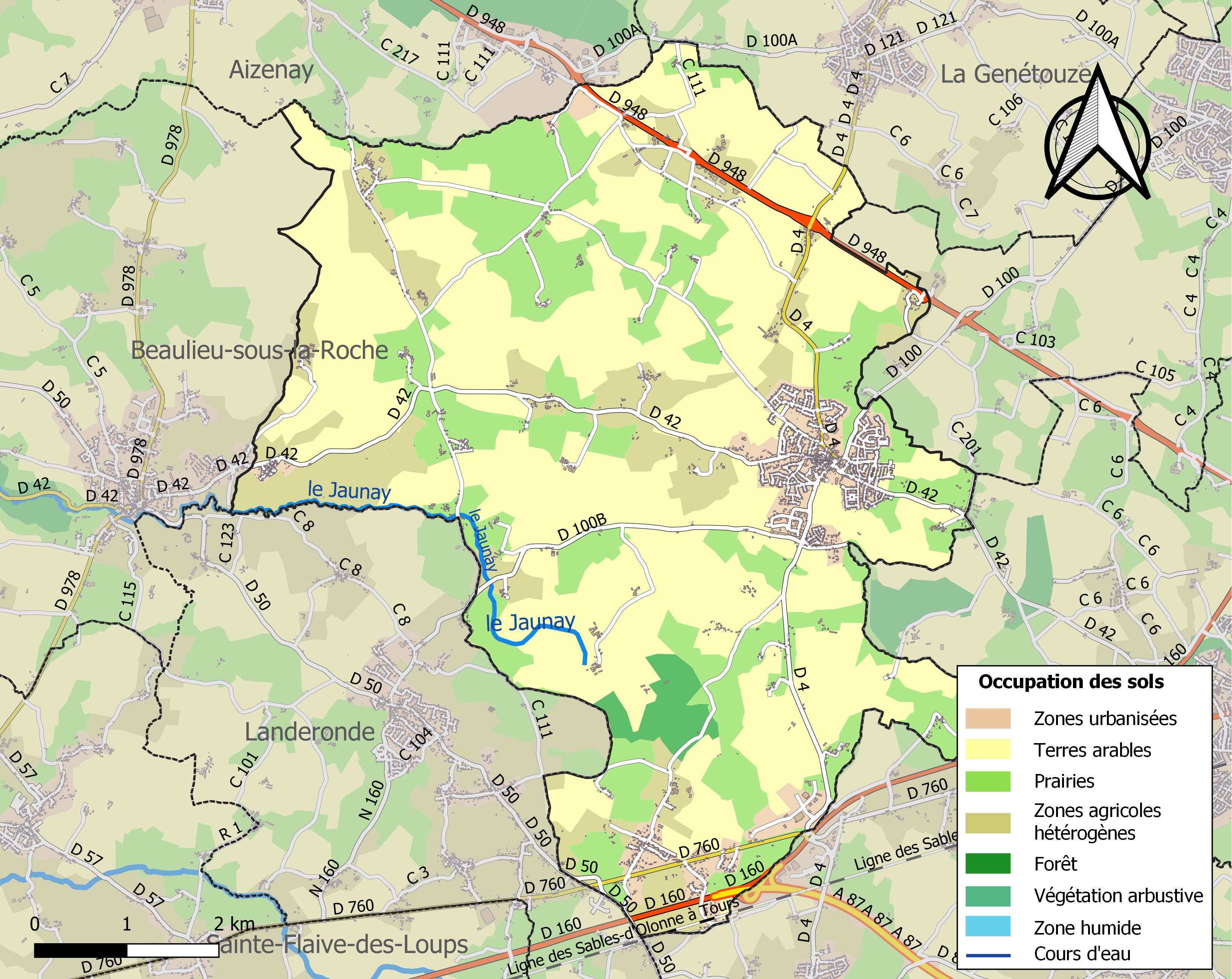
Carte des infrastructures et de l'occupation des sols de la commune en 2018 (CLC).

## Toponymie
Saint Venant (Saint Venance Fortunat), homme de lettres originaire d'Italie, 25e évêque de Poitiers, mort au tout début du VIIe siècle, serait à l'origine du nom de la commune mais nous pensons aussi que cela pourrait provenir du mot latin « Venantisaltus », signifiant « défilé boisé », ce qui n'est pas très étonnant car Venansault et même la Vendée sont très boisé, vert et naturel.
Mais à vrai dire, le radical du nom est rare et unique dans la région. Une seule commune en France semble le partager : Venanson dans les Alpes Maritimes. Il existe aussi une commune du nom de Saint-Venant dans le Pas-de-Calais, et de Saint-Venant-de-Paquette au Québec. Les formes anciennes du nom, relevées dans les archives médiévales, témoignent d’une grande variété de graphies, parmi lesquelles Venalceo, Venalcio, Venancayo (vers 1100), Venansau (1228) ou encore Venancau (1260). Malgré ces variations, la forme et la prononciation du nom sont restées relativement stables au fil des siècles.
En clair, l'étymologie du nom de la commune « Venansault » est encore incertaine et à découvrir.

## Histoire

### Monuments Historiques

#### L'église Saint-Pierre de Venansault
L'église est dédiée sous le patronage de saint Pierre, apôtre de Jésus de Nazareth, et pilier central de l’Église de Jérusalem. L'église Saint-Pierre a été mentionnée pour la première fois dans les années 1080. À l'époque, l'ancienne église comportait un chœur orienté, toujours présent avec une abside du XIe siècle, un portail du XIIe siècle et un clocher dit bénédictin qui portait en l'intérieur de sa voûte les armes des Béraud de Monbail.
La famille de Monbail est la première maison noble de la commune, dont trois générations de comtes et dauphins d'Auvergne nommés tous Béraud se transmirent leurs armes en héritage. Ces armes finirent dans le clocher de l'église en hommage à cette première seigneurie.
Le 6 février 1794, durant les colonnes infernales, l'église Saint-Pierre est incendiée par les républicains. Elle sera restaurée plusieurs fois tant bien que mal par les Venansaltais jusqu'en 1813, date à laquelle Napoléon va allouer 300 000 F pour reconstruire la Vendée détruite. Une partie de cette somme servira à la rénovation de l'église (800 F exactement). Depuis ce temps-là, l'église de Saint-Pierre de Venansault n'a connu aucuns travaux ni rénovation, ni même un incendie.

#### Le château de Monbail
Au XIIe siècle remontent les origines de Monbail, la première maison noble et seigneurie Venansaltaise, à laquelle sera rattaché le titre de Marquis à la fin du XVIIIe siècle.

#### Le château de la Boursière
Le château de la Boursière est mentionné pour la première fois vers 1224. Durant cette période on parle alors d'un chevalier, Hugues Primaut, propriétaire d'un moulin nommé « Borceria » qui paye ses taxes et revenus à l'abbaye des Fontenelles.
Vers 1365, une transaction est faite, la propriétaire de l'époque, Madame Marguerite du Puy-Du-Fou, veuve et remariée à Nicolas Robineau, décide de céder à sa nièce Catherine Robineau l'ensemble de Borceria excepté le moulin.
Par la suite, Catherine Aymon, fille de Catherine Robineau et femme de Jean Jaillard, devient la propriétaire, c'est sûrement par cette alliance que Borceria passa entre les mains de la famille Jaillard. Plus tard, dans plusieurs actes entre 1540 et 1554, Jean I Jaillard, descendant de Jean Jaillard, et son épouse Jeanne Templerie sont qualifiés de seigneur et dame de la Bourcère. Au fil du temps, les descendants Jaillard se succèdent à la tête de la propriété et sont eux aussi qualifiés de Seigneur ou Dame de la Bourcère. La famille Jaillard sera présente à la tête du domaine de la Boursière de 1390 à 1785.
À la suite d'un mariage entre Marie-Anne Jaillard, dame de la Boursière, et Charles-Baptiste de Morais, seigneur de la Boucherie, la propriété sera transmise à sa mort en 1785 à Monseigneur de la Bobinière. Marie-Anne Jaillard aura deux filles, Marie-Henriette de Morais et Charlotte-Foy de Morais. Marie-Henriette se mariera avec Louis-Charles de Gazeau, seigneur de la Benastonnière, qui lui ramènera la Boursière. Et la seconde, Charlotte-Foy, se mariera avec Henri-Aimé de la Forest-Groizardière. Tous deux résidèrent pendant la Révolution Française à la Boursière. Marie-Henriette survécut à la Révolution mais, hélas, pas son mari qui fut exécuté.
Par la suite, la Boursière devient propriété de leur fille, Henriette-Charlotte de Gazeau, qui épousa Antoine Rousselot de Saint-Géran. Ensemble, ils eurent un fils. Malheureusement Henriette-Charlotte de Gazeau mourut et fut suivie six jours plus tard par leur fils. Antoine Rousselot de Saint-Géran hérita donc de la Boursière, il se remaria et vendit le château de la Boursière le 12 mai 1823 à Constantin-Joseph de Chabot.
Marie de Chabot reprit le château de la Boursière en partage avec son mari, Henri-Augier de Moussac. Celui-ci devint maire de Venansault et mourut en 1879. Parmi les sept enfants qu'ils avaient eu, c'est Fernand de Moussac qui devint propriétaire de la Boursière, puis son frère Henry, qui n'ayant pas d'enfant le légua à son neveu, Christian de Moussac l'actuel propriétaire depuis 1959. Entre-temps, la Boursière fut occupée par les Allemands en 1942 et 1943 pour y installer un hôpital militaire.

#### Les Hermitans
En 1854, un troisième château est construit à Venansault, Les Hermitans. Le magistrat et fils de Jean Joseph de Bonnegens des Hermitans, Henri-Joseph de Bonnegens des Hermitans, humble héritier de sang du domaine des Hermitans venu de Saint-Jean d'Angély, fait construire le château des Hermitans. Il est aujourd'hui occupé par la Maison des Familles rurales qui porte son nom, et cela depuis 1937.

### Les guerres de Vendée

#### La troupe de Venansault
La troupe de Venansault est une organisation militaire qui émerge aux première lueurs des guerres de Vendéen. Elle sera effective jusqu'à la révolution de Juillet 1830, à la fin du règne de Charles X.
Constituée de Venansaltais volontaires, elle participe au soulèvement d'août 1792 et à la prise de La-Roche-sur-Yon le 14 mars 1793. Le 24 mars 1793, sous les commandements du capitaine Gautier, elle se retrouve à la libération des Sables, sans grande réussite. Tout le long du mois de mars, la troupe sera présente au camp de la Mothe-Achard, aux côtés d'autres paroisses, comme les Clouzeaux, ou Legé. La troupe est aussi présente lors des grandes batailles de Saint-Gilles et d'Aizenay en 1815, dirigée en ce temps-là à par le capitaine Chauveau.
Il reste de ce temps un monument aux morts en commémoration aux martyrs venansaltais sur l'actuel parking de la place des Acacias.

#### Les massacres
Le 5 février 1794, Le général de division Florent Duquesnoy sous les ordres du général Louis Marie Turreau lance l'offensive des colonnes infernales sur la commune de Venansault. Ce jour-là on compte environ cents femmes et enfants venansaltais qui sont découpés en morceaux par les hommes de la colonne Duquesnoy. Durant ces dates l'Eglise est aussi incendiée. On connait ces faits grâce aux témoignages de républicains consignés dans un dossier d'accusation.

#### Le dernier drapeau blanc de Venansault
Chaque corps de la Vendée militaire brandissait fièrement des drapeaux blanc, la couleur du royaume de France. Celui de la paroisse de Venansault fut confié à Victor Nicolleau, on ne sait s'il fut présent sur le chemin de la prise de la Roche-sur-Yon, mais il fut brandit lors des batailles d'Aizenay et Saint-Gilles en 1815.
Louis Bon Victor Nicolleau, est un Venansaltais, né le 21 janvier 1783, du marriage de Jean Aimé Nicolleau, Menuisier, Charpentier, sur les terres de Venansault, et de Marie Jeanne Bouteiller. Victor est le deuxième d'une famille de 4 enfants. Son frère aîné Jean Aimé est Propriétaire, son petit frère Pierre Eslien est Menuisier, et sa soeur Victoire Julie Adélaïde est marié à un homme de bonne famille, quant à lui il est Charpentier, et non marié.
Après la destitution du roi Charles X, en 1830 le régime royaliste fut remplacé une nouvelle fois par une république, Venansault, fidèle au roi devait à présent se montrer plus discrète que jamais. Victor Nicolleau du donc protéger son drapeau par la ruse, il fut aidé par des hommes dévoués, comme Pierre et Alexis Barbeau, Jacques Rocheteau, ses jeunes et fidèles amis.
Les forces de l'ordres avaient pour ordres de s'emparer coûte que coûte de cette étendard. Il fut arrêté puis relâché, et du comparaître devant le parquet de Venansault, plus d'une fois. On eut beau le menacer d'amendes et même de prison, ainsi que différentes sections, il ne parla jamais.
C'est lors de sa mort, le 29 juin 1834, après mille tracas que lui causa ce drapeau, que Adélaïde Barbeau, une parente, le retrouva en défaisant le lit sur lequel il était mort. Les débris du drapeau furent confié par la suite à M. Brejon. Après la mort de celui-ci la hampe, fut trouvé par un maçon sous les tuiles d'un toits voisin.

### Éducation
En termes d'éducation, Venansault n'est pas une grande commune donc elle ne possède pas de grandes écoles, comme des collèges, des lycées, ou même des universités, se situant à moins de dix kilomètres de la Roche-sur-Yon, le secondaire et le supérieur sont accessibles aux jeunes Venansaltais. Pour l'élémentaire et le professionnel, deux écoles se trouvent dans la commune.
En 1891, une école privée est créée pour les filles, avec à sa tête les Sœurs de l'Immaculée Conception. L'école changera de nom en 1919 pour devenir l'école Louis-Chaigne, puis, en 1919 un deuxième site est créé pour les garçons. Jusqu'en 1999, ces deux sites fonctionneront séparément aux niveaux administratif et éducatif mais ils s'uniront en 1999 pour devenir l'école privée mixte de Louis Chaigne et formeront un seul bâtiment en 2014.
Depuis le début des années 2000, des aménagements sont réalisés dans la commune. En 2003 est inaugurée, au stade, une tribune moderne.
Les pôles d’éducation ont également été aménagés avec la création d’une nouvelle garderie et d’un agrandissement conséquent de l’école privé Louis Chaigne.
Près de l’espace des « Trois Étangs », un pôle de santé a vu le jour rassemblant cabinet de médecins généralistes, cabinet dentaire et pharmacie.
Dans cette même zone a été construit « L'îlot des Arts », vaste monument où se retrouvent des associations artistiques, bibliothèque, foyer des jeunes.
Depuis fin 2017, la mairie a pour projet de réaménager le centre bourg, avec la création d’une place devant l'église et un retour des commerces. Également, une nouvelle salle de tennis et un dojo devraient voir le jour afin de pouvoir accueillir les licenciés.

## Politique et administration

### Liste des maires
| Période                                  | Période                    | Identité                             | Étiquette | Qualité |
| ---------------------------------------- | -------------------------- | ------------------------------------ | --------- | --- |
| Les données manquantes sont à compléter. |                            |                                      |           | |
| 1808                                     | 1826                       | Daniel Pierre de Rorthays            |           | Marquis de Monbail, chevalier |
| 1832                                     | 1835                       | Pierre François Loué                 |           | Propriétaire, ancien adjoint au maire |
| 1835                                     | 1838                       | Gabriel Gautier                      |           | Sabotier, propriétaire |
| 1838                                     | 1845                       | Louis Antoine Gautier                |           | Percepteur Décédé en fonction |
| 1845                                     | 1846                       | Jean Bouget                          |           | Adjoint au maire, maire suppléant |
| 1846                                     | 1848                       | Emmanuel Mercier                     |           | Avocat |
| 1848                                     | 1860                       | Jacques Pondevie                     |           | |
| 1860                                     | 1865                       | Emmanuel Mercier                     |           | Avocat |
| 1865                                     | 1870                       | André Guilbaud                       |           | |
| 1870                                     | 1879                       | Henri Augier de Moussac              |           | Propriétaire du château de la Boursière |
| 1879                                     | 1879                       | Fernand Augier de Moussac            |           | Révoqué |
| 1879                                     | 1911                       | Daniel Armand de Rorthays de Monbail |           | |
| 1911                                     | mai 1935                   | Joseph des Bordes de Jonsac          |           | Directeur du Télégraphe |
| mai 1935                                 | 1969                       | Gilles de Maupéou d'Ableiges         |           | Sous-lieutenant d'artillerie |
| 1969                                     | mars 1977                  | Eugène Cougnaud                      |           | Forgeron |
| mars 1977                                | juin 1995                  | Eugène Texier                        |           | Retraité de l'agriculture, maire honoraire (2005) Adjoint au maire (1965 → 1977) Réélu en 1983 et 1989 |
| juin 1995                                | mars 2008                  | Emmanuel Viaud                       | DVD-UMP   | Expert-comptable Réélu en 2001 |
| mars 2008                                | août 2008                  | Denis Guyonnet                       | DVD       | Préparateur en pharmacie Démissionnaire |
| septembre 2008                           | En cours (au 29 mars 2022) | Laurent Favreau                      | DVD       | Exploitant agricole Conseiller départemental de La Roche-sur-Yon-1 (2015 → ) 3e vice-président du conseil départemental (2021 → ) 7e vice-président de La Roche Agglo (2014 → 2020) 2e vice-président de La Roche Agglo (2020 → ) Réélu en 2014 et 2020 |

### Politique environnementale
Venansault a obtenu trois fleurs au Concours des villes et villages fleuris (palmarès 2007).
Venansault possède plusieurs espaces verts, le plus important est l'« espace des 3-Étangs », situé sur la route des Clouzeaux, avant de quitter la commune de Venansault. Cet espace est aménagé d'une aire de jeux pour enfants, d'installations de pique-niques, puis également, tout autour des étangs, de pistes. Autour de celles-ci, plusieurs activités physiques peuvent être réalisées avec des échelles, barres à tractions, saute-moutons, parcours de rondins, etc.
La zone de la « Vallée Verte », qui s'étend autour du Guyon, derrière la salle de sport et les écoles primaires, est un autre espace de verdure, où est chaque année organisée la fête de la commune « Venansoh », ainsi que les traditionnelles fêtes des écoles.
Un potager communal a aussi vu le jour, permettant aux jardiniers amateurs de pouvoir bénéficier d'une parcelle où cultiver fruits et légumes.
En accord avec le conseil municipal des enfants (CME), pour un entretien plus écologique des espaces verts, des animaux (chèvres, cochons, ânes, moutons...) ont été « employés » sur plusieurs parcelles de la commune, comme au stade ou à proximité du cimetière. En mangeant l'herbe, ils exécutent ainsi une « tonte écologique ».

### Finances locales
Le conseil municipal a voté en décembre 2016, à l'unanimité, une délibération permettant la signature d'une convention avec la monnaie locale vendéenne, le Vendéo, afin que les services de régie municipaux puissent être payés en monnaie locale. La commune est devenue ainsi la quatrième commune de France à accepter une monnaie locale pour ses finances publiques.

### Jumelages
Créé en 1999, le Comité de jumelage a pour but de favoriser l'établissement de relations entre les habitants de Venansault et ceux des villes jumelles. Cette association a déjà permis de créer des jumelages avec la ville de Wolin en Pologne et la ville de Mercury en France. Depuis 2019, le comité de jumelage de Venansault est en bonne voie pour signer une autre charte de jumelage avec la ville de Villaescusa en Espagne. Il y a quelque temps, l'association a aussi connu une passation de présidence de M. Alain Thibaud à Mme Chrystèle Chupeau.
- Wolin (ville) (Pologne) : « De l'amitié entre les hommes nait l'amitié entre les peuples », cette phrase inscrite dans la charte de jumelage résume à elle seule l'histoire de plusieurs années d'échanges entre Venansault et Wolin. Au début des années 1990, des premiers échanges informels sont organisés puis, en septembre 1992, une rencontre de travail jette les bases du jumelage. En mai 1993, un premier groupe de jeunes polonais vient à Venansault, par la suite le 23 avril 1994, la charte de jumelage est signée. C'est le début d'années remarquables où Polonais et Français apprennent à se connaitre.
- Mercury (Savoie) (France) : Le 12 septembre 1998, Chevronnais et Venansaltais signaient la charte de jumelage au Fort de Tamié à Mercury. En 2018, les Venansaltais recevaient leurs amis Savoyards pour marquer les 20 ans d'amitié.
- Kusterdingen (Allemagne) : le 19 mai 2023, avec la signature officielle de la charte, Français et Allemands officialisaient leurs amitiés déjà grande. Ils n'avaient pas attendu pour élaborer depuis 2019 de grands liens, avec des échanges entre les jeunes de Venansault et les élèves du Evangelisches Blaulach Gymnasium, ainsi que des échanges entre les familles pendant le pont de l’Ascension, et des visites pendant l'année d'Allemands ou de Français à Venansault ou Kusterdingen.

## Population et société

### Démographie

#### Évolution démographique
L'évolution du nombre d'habitants est connue à travers les recensements de la population effectués dans la commune depuis 1800. Pour les communes de moins de 10 000 habitants, une enquête de recensement portant sur toute la population est réalisée tous les cinq ans, les populations de référence des années intermédiaires étant quant à elles estimées par interpolation ou extrapolation. Pour la commune, le premier recensement exhaustif entrant dans le cadre du nouveau dispositif a été réalisé en 2004.

En 2022, la commune comptait 4 743 habitants, en évolution de +1,85 % par rapport à 2016 (Vendée : +5,33 %, France hors Mayotte : +2,11 %).
| 1800  | 1806 | 1821  | 1831  | 1836  | 1841  | 1846  | 1851  | 1856  |
| ----- | ---- | ----- | ----- | ----- | ----- | ----- | ----- | ----- |
| 1 454 | 928  | 1 627 | 1 562 | 1 527 | 1 568 | 1 609 | 1 680 | 1 691 |

| 1861  | 1866  | 1872  | 1876  | 1881  | 1886  | 1891  | 1896  | 1901  |
| ----- | ----- | ----- | ----- | ----- | ----- | ----- | ----- | ----- |
| 1 720 | 1 763 | 1 794 | 1 785 | 1 826 | 1 820 | 1 863 | 1 918 | 1 951 |

| 1906  | 1911  | 1921  | 1926  | 1931  | 1936  | 1946  | 1954  | 1962  |
| ----- | ----- | ----- | ----- | ----- | ----- | ----- | ----- | ----- |
| 2 002 | 1 947 | 1 637 | 1 670 | 1 620 | 1 604 | 1 636 | 1 611 | 1 573 |

| 1968  | 1975  | 1982  | 1990  | 1999  | 2004  | 2006  | 2009  | 2014  |
| ----- | ----- | ----- | ----- | ----- | ----- | ----- | ----- | ----- |
| 1 584 | 1 787 | 2 636 | 3 163 | 3 527 | 3 877 | 4 107 | 4 331 | 4 610 |

| 2019  | 2022  | - | - | - | - | - | - | - |
| ----- | ----- | - | - | - | - | - | - | - |
| 4 628 | 4 743 | - | - | - | - | - | - | - |

#### Pyramide des âges
En 2018, le taux de personnes d'un âge inférieur à 30 ans s'élève à 34,5 %, soit au-dessus de la moyenne départementale (31,6 %). À l'inverse, le taux de personnes d'âge supérieur à 60 ans est de 24,3 % la même année, alors qu'il est de 31,0 % au niveau départemental.
En 2018, la commune comptait 2 317 hommes pour 2 319 femmes, soit un taux de 50,02 % de femmes, légèrement inférieur au taux départemental (51,16 %).
Les pyramides des âges de la commune et du département s'établissent comme suit.
| Hommes | Classe d’âge | Femmes |
| ------ | ------------ | ------ |
| 0,4    | 90 ou +      | 1,3    |
| 4,5    | 75-89 ans    | 6,3    |
| 18,1   | 60-74 ans    | 17,8   |
| 21,7   | 45-59 ans    | 21,9   |
| 18,9   | 30-44 ans    | 20,0   |
| 14,2   | 15-29 ans    | 12,9   |
| 22,2   | 0-14 ans     | 19,8   |

| Hommes | Classe d’âge | Femmes |
| ------ | ------------ | ------ |
| 0,8    | 90 ou +      | 2,2    |
| 8,7    | 75-89 ans    | 11,1   |
| 20,3   | 60-74 ans    | 21,3   |
| 20     | 45-59 ans    | 19,4   |
| 17,5   | 30-44 ans    | 16,8   |
| 15     | 15-29 ans    | 13,2   |
| 17,7   | 0-14 ans     | 16,1   |

## Sports et vie associative

### Les associations sportives et culturelles
Il existe des associations sportives au sein de la commune.
Le club de tennis est celui qui compte le plus de licenciés.
L'Hermitage Venansault Football est le club de football de la commune. Son équipe fanion est engagée pour la saison 2024-2025 en deuxième division de district. Elle peut compter sur sa nouvelle recrue en provenance de l'ESOF, Hugo Guillou.
Les « Feux Follet Gymnastique » est un autre club de sport de la commune. Les gymnastes venansaltaises se classent chaque année à un haut niveau départemental et régional.[réf. nécessaire]
La commune compte également un club d'aïkido, de badminton, de volley-ball, de basket-ball, de judo, de boxe thaïlandaise, de palet, de tennis de table, de vélo, de tir, de billard et des sports motorisés.

## Culture locale et patrimoine

### Lieux et monuments
- Le château de la Boursière est une ancienne maison noble, terre et seigneurie de la Châtelline de Beaulieu sous la Roche, située à un kilomètre du bourg de Venansault.
- Le château de Monbail est une ancienne maison noble et seigneurie venansaltaise, située à cinq kilomètres du bourg de Venansault.
- Le château des Hermitans appartient et est occupé actuellement par la Maison Familiale Rurale de Venansault, située à un kilomètre et demi du bourg de Venansault.
- L'église Saint-Pierre est une église romane du XIe siècle, érigée autour du patronage de saint Pierre. Le monument est placé de telle sorte que le bourg de la commune est organisé autour de celui-ci.
- La salle omnisport, datant principalement de 2009 mais qui a été agrandie en 2019.
- Le lavoir, comme le nom de la commune, son histoire demeurent très mystérieuse avec un manque total d'information.

### Parc botanique

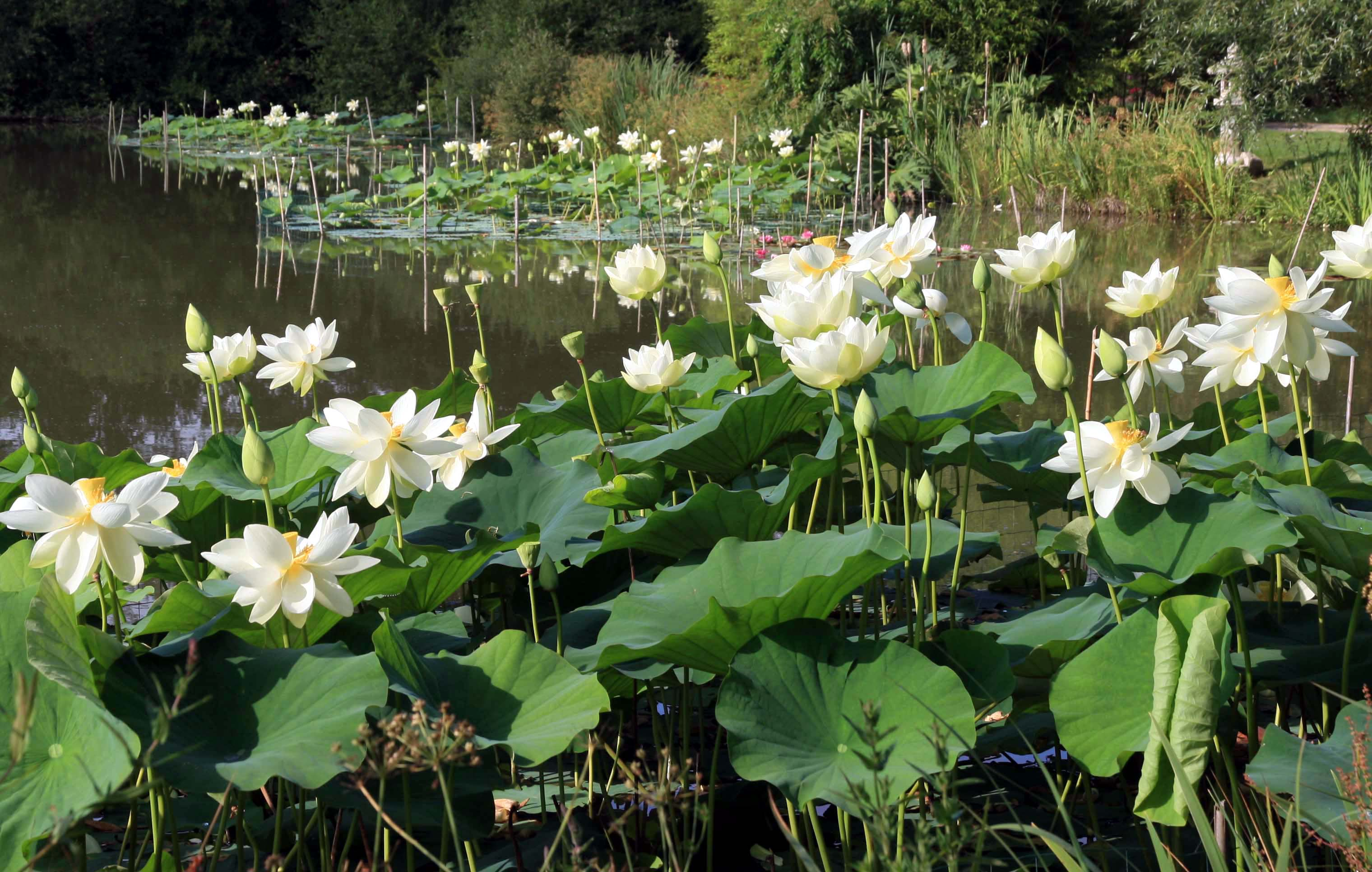
Lotus sur le grand étang des Jardins du Loriot, l'été.

Les Jardins du Loriot, parc floral anglo-chinois de 5 ha, est situé à 6 km au sud du centre-ville. Les différents jardins s'inscrivent dans un paysage de bocage préservé. Autour d'un étang d'un hectare et d'un bras d'eau, le parc est composé de 2500 variétés de plantes et d'arbustes venant de tous les continents avec une prédominance de végétaux venant d'Asie. Les pièces d'eau sont ornées de lotus et de nymphéas qui rappellent l'amitié entre Georges Clemenceau et le peintre Claude Monet. D'importantes collections d'hydrangeas, de rhododendrons, de roses, de cornouillers, de camélias, et de plantes rares… permettent une floraison tout au long de l'année. Plusieurs massifs de vivaces et de ligneux dédiés à des grands explorateurs de la flore chinoise coexistent avec les fleurs indigènes préservées grâce à une pratique écologique. Un Bambusetum dédié à Jean Houzeau de Lehaie rassemble une collection d'environ 130 variétés de bambous. Nombreuses statues sculptées en Birmanie et en Indonésie jalonnent un cheminement de 34 étapes. Deux parcours ludiques évoquent le Japon (Conte de la Princesse Lune) et la Chine, (particulièrement le Yunnan et Sichuan) avec un circuit balisé de moulins à prières et de massifs en l'honneur de 8 grands explorateurs français (missionnaires français), anglais et américains. Reconstitution d'un pont historique anglo-chinois, symbole de premier jardin anglo-chinois en France au XVIIIe siècle. Exposition permanente : « Sur les pas du Tigre en Asie » retrace le voyage de G. Clemenceau en Asie du Sud, notamment en Birmanie.

### Personnalités liées à la commune
- Louis Chaigne (1899-1973), écrivain catholique vendéen du XXe siècle, né à Talmont (Vendée) le 8 décembre 1899 et mort à Venansault (Vendée) le 6 juin 1973. Grand écrivain ayant côtoyé des personnes influentes de l'époque et détenteur de la Légion d'honneur. Il donna son nom à l'école privée de la commune.